# 中国驻圣但尼总领事馆
中华人民共和国驻圣但尼总领事馆（法語：Consulat général de la République populaire de Chine à Saint-Denis），简称中国驻圣但尼总领事馆，是中华人民共和国派驻法国留尼汪圣但尼的最高级别外交机构，位于戴高乐将军大街50号（50, Rue du Général de Gaulle）。领区包括留尼汪。